# Kocserinovo
Kocserinovo város Nyugat-Bulgáriában, Kjusztendil megyében, Blagoevgrad közelében. A város Kocserinovo önkormányzat közigazgatási központja.

## Földrajz
Kocserinovo városa Szófiától 90 kilométerre délre, az E79-es európai úttól 2 kilométerre keletre, a rilai kolostorhoz vezető út mentén található. A település területén áthalad a Rila patak, amely a Sztruma folyóba ömlik.

## Gazdaság
A közelmúltban a helyi lakosság főként dohánytermelésből élt. Ebben az időben a lakosság jelentős része a barakovoi Nikola Vapcarov papír- és csomagológyárban (volt Balabanova gyár) dolgozott, amely a rendszerváltást követően már nem működik. Jelenleg a településen varróműhely, cukrászműhely és brikettgyár található.

## Rendszeres események
Minden év szeptember 21-én tartják a város napját.

## Fordítás
- Ez a szócikk részben vagy egészben  a(z)   Кочериново című bolgár Wikipédia-szócikk ezen változatának fordításán alapul.  Az eredeti cikk szerkesztőit annak laptörténete sorolja fel. Ez a jelzés csupán a megfogalmazás eredetét és a szerzői jogokat jelzi, nem szolgál a cikkben szereplő információk forrásmegjelöléseként.